# When Love Breaks Down
«When Love Breaks Down» es una canción de la banda británica de pop Prefab Sprout, publicada por primera vez en 1984. Fue el primer sencillo que se extrajo de su álbum Steve McQueen, editado al año siguiente. En su primer lanzamiento la canción no entró en la UK Singles Chart, pero fue reeditada en 1985 y logró llegar al puesto número 25. Fue también el primer tema del grupo en ser publicado en los Estados Unidos, alcanzando el puesto 42 en el Billboard Top Rock Tracks en octubre de 1985. Se grabó y se mezcló en RAK Studios, Londres.
El lado B del lanzamiento original es una canción llamada «Diana», que más tarde se regrabó y se publicó en el álbum Protest Songs, estaba planeado para ser editado en el álbum Steve McQueen, pero fue archivado hasta 1989.
La canción fue relanzada en marzo de 2007, con un acústico completamente nuevo, grabado a mediados de 2006 por Paddy McAloon para coincidir con la Legacy Edition de 2 discos de Steve McQueen que vino con un disco que contiene interpretaciones acústicas de ocho canciones del álbum.
Ha sido versionada por varios artistas incluyendo The Zombies, E'voke, Kate Walsh, Lisa Stansfield, Portastatic y Snow Patrol.
La canción fue incluida en el videojuego Grand Theft Auto: Liberty City Stories en la ficticia radio Vice City FM.